# بوروش
بوروش (به مجاری:  Bürüs) یک منطقهٔ مسکونی در مجارستان است که در ناحیهٔ سیگت‌وار واقع شده‌است.